# Клина
Клина (алб. Klina или Klinë; серб. Клина) — город в Косове, центр бедного сельскохозяйственного района, расположенный при слиянии реки Белый Дрин и реки Клина.